# Poecilocoris
Poecilocoris is een geslacht van wantsen uit de familie van de Scutelleridae (Pantserwantsen). Het geslacht werd voor het eerst wetenschappelijk beschreven door Dallas in 1848.

## Soorten
Het genus bevat de volgende soorten:

- Poecilocoris childreni (White, 1839)
- Poecilocoris druraei (Linnaeus, 1771)
- Poecilocoris lewisi (Distant, 1883)
- Poecilocoris nepalensis
- Poecilocoris rottensis Statz & Wagner, 1950
- Poecilocoris rufigenis Dallas, 1851
- Poecilocoris watanabei Matsumura, 1913